# Comtat de Polk (Iowa)
El comtat de Polk (Polk County en anglès), fundat el 1846, és un dels 99 comtats de l'estat nord-americà d'Iowa. Segons cens dels Estats Units del 2000 tenia 374.601 habitants amb una densitat poblacional de 273 persones per km². La seu del comtat és Des Moines.
Limita amb els comtats de Boone (nord-oest), Story (nord), Jasper (est), Marion (sud-est), Warren (sud), Madison (sud-oest) i Dallas (oest). Hi ha les ciutats d'Alleman,  Altoona, Ankeny, Bondurant, Carlisle, Clive, Des Moines, Elkhart,  Granger, Grimes,  Johnston,  Mitchellville, Norwalk, Pleasant Hill, Polk City, Runnells, Sheldahl, Urbandale, West Des Moines i Windsor Heights. Altres llocs són Berwick,  Enterprise o Farrar.
Les principals carreteres són la Interestatal 35, Interestatal 80, Interestatal 235,  U.S. Highway 6,  U.S. Highway 65,  U.S. Highway 69, Carretera d'Iowa 5, Carretera d'Iowa 17, Carretera d'Iowa 28, Carretera d'Iowa 141, Carretera d'Iowa 160, Carretera d'Iowa 163, Carretera d'Iowa 415
El 2000 la renda per capita mitjana del comtat era de 46.116 $, i la renda mitjana per família de 56.556 $. La renda per capita per al comtat era de 23.654 $. L'any 2000 els homes tenien un ingrés per capita de 37.182 $ contra 28.000 $ per a les dones. Un 7,90% de la població estava sota el llindar de pobresa nacional.